# 高校生の英語
高校生の英語（こうこうせいのえいご）は、NHK教育テレビジョンで1968年4月11日から1976年3月18日まで放送されていたテレビ番組。 

## 概要
高等学校英語向け学校放送番組。
British EnglishとAmerican Englishを話す講師を交互に登場させた。

## 放送時間
- 1968年4月 - 1969年3月：木曜日13:40-14:00／金曜日15:20-15:40
- 1969年4月 - 1975年3月：木曜日11:20-11:40／金曜日15:15-15:35
- 1975年4月 - 1976年3月：木曜日11:20-11:40

## 出演者
- デビッド・グリフィス
- 佐野雅子
- アラン・ターニー
- フランシス・コナー